# Glipa matsukai
Glipa matsukai es una especie de coleóptero de la familia Mordellidae.

## Distribución geográfica
Habita en Célebes y Kulawi en (Indonesia).